# Кућни љубимац
Кућни љубимац је животиња која живи са човеком, у кући/стану или дворишту, за разлику од слободних животиња, животиња у лабораторијама, животиња у служби полиције или неког другог посла и животиња за спорт, које се одржавају из економских разлога. Најпопуларнији љубимци су познати по својим оданим или разиграним карактеристикама и атрактивном изгледу. 
Кућни љубимци генерално пружају својим власницима незанемарљиве здравствене бенефиције; показало се да поседовање љубимаца помаже отклањању стреса за оне који воле животиње. Данас постоји медицински доказана класа „терапијских“ животиња, а у њу спада већина паса и домаћа  мачка , која може да помогне ограниченим или беспомоћним људима. Шетња пса представља вежбу и за власника и за пса, а обезбеђује и свеж ваздух и социјалне интеракције. У кућне љубимце спадају и златна рибица и друге врсте риба које се морају држати у акваријуму , папагаји и друге птице као што су канаринци , тигрица , нимфе , какаду итд. Глодари као што су хрчак и морско прасе . Затим рептили као мале зелене корњаче које морају имати посебан тераријум и зелене игуане које траже тераријум са песком , дрветом тј. гранама и топло место. Најмањи број људи држи змије , тарантуле и пацове као кућне љубимце. 
Кућни љубимци својим власницима или чуварима пружају физичке и емоционалне користи. Шетња пса може обезбедити човеку и псу вежбу, свеж ваздух и друштвену интеракцију. Кућни љубимци могу пружити друштво људима који живе сами или старијим одраслим особама које немају адекватну друштвену интеракцију са другим људима. Постоји медицински одобрена класа терапијских животиња које се доводе да посете затворене људе, као што су деца у болницама или старе особе у старачким домовима. Терапија кућним љубимцима користи обучене животиње и водиче за постизање специфичних физичких, друштвених, когнитивних или емоционалних циљева са пацијентима.
Људи најчешће узимају кућне љубимце ради дружења, да би заштитили дом или имовину, или због уочене лепоте или привлачности животиња. Једна канадска студија из 1994. је открила да су најчешћи разлози за непоседовање кућног љубимца недостатак способности да се брине о љубимцу током путовања (34,6%), недостатак времена (28,6%) и недостатак одговарајућег смештаја (28,3%), док је несклоност кућним љубимцима је мање уобичајена (19,6%). Неки научници, етичари и организације за права животиња изразиле су забринутост због држања кућних љубимаца због недостатка аутономије и објективизације животиња које нису људи.

## Популарност кућних љубимаца
У Кини је потрошња на домаће животиње порасла са процењених 3,12 милијарди долара у 2010. на 25 милијарди долара у 2018. Кинези поседују 51 милион паса и 41 милион мачака, при чему власници кућних љубимаца често више воле да набављају храну за кућне љубимце из иностранства. Постоји укупно 755 милиона кућних љубимаца, што је повећање са 389 милиона у 2013. години.
Према истраживању које су промовисала италијанска породична удружења 2009. године, процењује се да у Италији има око 45 милиона кућних љубимаца. Ово укључује 7 милиона паса, 7,5 милиона мачака, 16 милиона риба, 12 милиона птица и 10 милиона змија.
Истраживање Универзитета у Бристолу из 2007. показало је да 26% домаћинстава у Великој Британији има мачке и 31% псе, процењујући да је укупна домаћа популација од приближно 10,3 милиона мачака и 10,5 милиона паса у 2006. години. Истраживање је такође показало да 47,2% домаћинстава са мачком има најмање једну особу образовану до универзитетског образовања, у поређењу са 38,4% домова са псима.
Према Националној анкети власника кућних љубимаца 2017-2018 коју је спровела Америчка асоцијација за производе за кућне љубимце (APPA), 68 одсто америчких домаћинстава, или око 85 милиона породица, поседује кућног љубимца. Ово је пораст у односу на 56 процената америчких домаћинстава из 1988. године, прве године са спроведеном анкетом. У Сједињеним Државама постоји око 86,4 милиона мачака кућних љубимаца и око 78,2 милиона паса кућних љубимаца, а истраживање Сједињених Држава 2007–2008 показало је да је домаћинстава која поседују псе бројчано надмашила домаћинства која поседују мачке, али да је укупан број мачака кућних љубимаца био већи него паса. Исто је било и за 2011. годину. У 2013. години, кућни љубимци су надмашивали број деце четири према један у Сједињеним Државама.
| Кућни љубимци        | Глобална популација | Популација у САД | Настањена домаћинства у САД | Просек у САД по насељеном домаћинству |
| -------------------- | ------------------- | ---------------- | --------------------------- | ------------------------------------- |
| Мачка                | 202                 | 93,6             | 38,2                        | 2,45                                  |
| Пас                  | 171                 | 77,5             | 45,6                        | 1,70                                  |
| Риба                 | N/A                 | 171,7            | 13,3                        | 12,86                                 |
| Мали сисари          | N/A                 | 15,9             | 5,3                         | 3,00                                  |
| Птице                | N/A                 | 15,0             | 6,0                         | 2,50                                  |
| Гмизавци и водоземци | N/A                 | 13,6             | 4,7                         | 2,89                                  |
| Коњи                 | N/A                 | 13,3             | 3,9                         | 3,41                                  |

## Ефекти на здравље кућних љубимаца
Држање животиња као кућних љубимаца може бити штетно по њихово здравље ако се не испуне одређени услови. Важан проблем је неодговарајуће храњење, које може изазвати клиничке ефекте. Конзумација чоколаде или грожђа од стране паса, на пример, може бити фатална. Одређене врсте кућних биљака такође се могу показати токсичним ако их конзумирају кућни љубимци. Примери укључују филодендроне и ускршње љиљане, који могу да изазову тешко оштећење бубрега код мачака, и божићну звезду, бегонију и алое веру, које су благо токсичне за псе.
Кућни љубимци, посебно пси и мачке у индустријализованим друштвима, веома су подложни гојазности. Показало се да су кућни љубимци са прекомерном тежином изложени већем ризику од развоја дијабетеса, проблема са јетром, болова у зглобовима, отказивања бубрега и рака. Недостатак вежбања и висококалоричне дијете сматрају се главним факторима који доприносе гојазности кућних љубимаца.

## Утицај кућних љубимаца на здравље њихових старатеља

### Здравствене бенефиције
У јавности и међу многим научницима је широко распрострањено веровање да кућни љубимци вероватно корисни за ментално и физичко здравље њиховим власницима; изјава NIH-а из 1987. опрезно је тврдила да постојећи подаци „сугеришу“ значајну корист. Недавно неслагање долази из RAND студије из 2017. године, која је открила да барем у случају деце, поседовање кућног љубимца само по себи није побољшало физичко или ментално здравље за статистички значајан износ; уместо тога, студија је открила да деца која су већ била здрава имају већу вероватноћу да добију кућне љубимце. Спровођење дугорочних рандомизованих испитивања за решавање овог проблема било би скупо или неизводљиво.

#### Уочене корелације
Кућни љубимци могу имати способност да стимулишу своје неговатеље, посебно старије, дајући људима некога о коме ће се бринути, некога с ким ће вежбати и некога ко ће им помоћи да се излече од физички или психички проблематичне прошлости. Животињско друштво такође може помоћи људима да сачувају прихватљив ниво среће упркос присуству симптома расположења као што су анксиозност или депресија. Поседовање кућног љубимца такође може помоћи људима да постигну здравствене циљеве, као што је снижење крвног притиска, или менталне циљеве, као што је смањење стреса. Постоје докази да поседовање кућног љубимца може помоћи особи да води дужи и здравији живот. У студији из 1986. на 92 особе хоспитализоване због коронарних болести, у року од годину дана, 11 од 29 пацијената без кућних љубимаца је умрло, у поређењу са само 3 од 52 пацијента који су имали кућне љубимце. Показало се да поседовање кућних љубимаца значајно смањује триглицериде, а тиме и ризик од срчаних обољења, код старијих особа. Једна студија Националног института за здравље открила је да је мања вероватноћа да ће људи који су поседовали псе умрети од срчаног удара него они који га нису имали. Постоје извесни докази да кућни љубимци могу имати терапеутски ефекат у случајевима деменције. Друге студије су показале да за старије особе добро здравље може бити услов за поседовање кућног љубимца, а не резултат. Пси обучени да буду пси водичи могу помоћи људима са оштећењем вида. Пси обучени у области терапије уз помоћ животиња (AAT) такође могу бити од користи особама са другим инвалидитетом.